# جسم فرانپتونی

نحوهٔ توزیع اجسام فرانپتونی

جسم فرانپتونی (به انگلیسی: Trans-Neptunian object)، یا TNO، به اجرامی گفته می‌شود که در مدارهای دورتر از فاصلهٔ میانگین نپتون تا خورشید به دور خورشید در حال گردش باشند. نخستین جسم فرانپتونی کشف‌شده، سیارهٔ کوتولهٔ پلوتون بود که در سال ۱۹۳۰ کشف شد. تاکنون ۱٬۲۰۰ جسم فرانپتونی کشف شده‌است.